# Xavier Grall

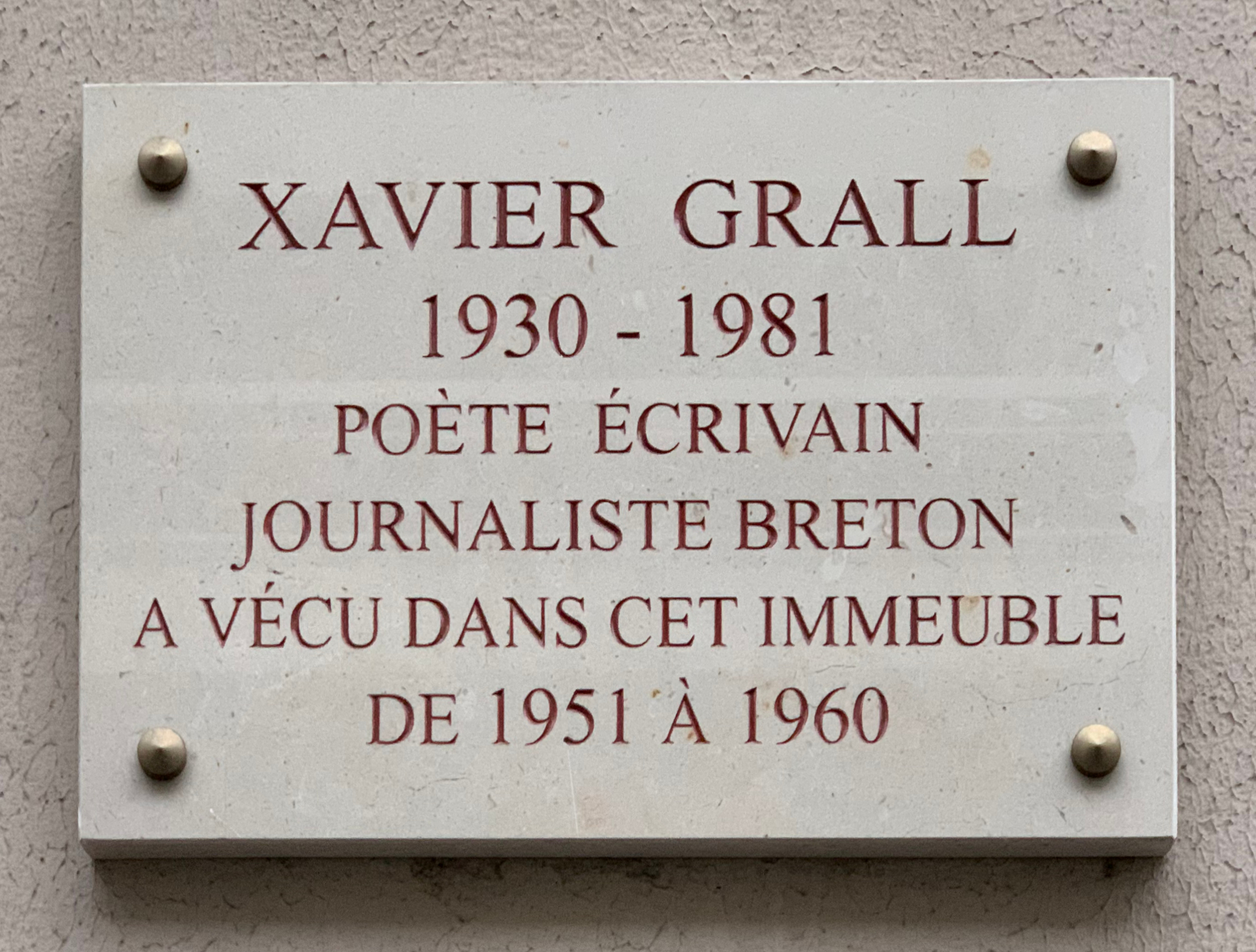
Gedenktafel für Xavier Grall in der Rue du Théâtre in Paris

Xavier Grall (* 22. Juni 1930 in Landivisiau; † 11. Dezember 1981 in Quimperlé) war ein französischer Journalist, Poet und Schriftsteller.

## Leben
Grall wuchs in der Bretagne auf und genoss eine streng katholische Erziehung. Er verbrachte lange Jahre im katholischen Kreizker-Internat von Saint-Pol-de-Léon. Als Wehrpflichtiger war er in Marokko stationiert. Den Algerienkrieg erlebte er als Soldat an der Front, was sein Bild vom französischen Vaterland nachhaltig geprägt hat. Der Respektverlust gegenüber Frankreich als Grande Nation, wurde von einer Rückbesinnung auf seine bretonischen Wurzeln kompensiert. Nach dem Krieg arbeitete Grall als Journalist in Paris und engagierte sich – auch und besonders in seiner Rolle als Schriftsteller – intensiv für die bretonischen Separatisten, die eine Sezession anstrebten. Grall erlag schon mit fünfzig Jahren einem Lungenemphysem, welches ihn sein Erwachsenenleben hindurch gequält hatte.

## Werk
Die literarische Arbeit von Xavier Grall wurde entscheidend geprägt durch seine Erfahrungen im Algerienkrieg. Das nachhaltig zerstörte Bild der französischen Nation und die Wiederentdeckung seiner bretonischen Identität, schlagen sich in seinen Texten nieder und führten zu einer Parteinahme für die bretonische Autonomiebewegung. Die mystische Verklärung der Bretagne ist wesentliches Merkmal seiner Arbeit. Bekannte Liedermacher wie Dan Ar Braz intonieren noch heute Gralls Gedichte. Er schrieb kämpferisch und wenig bescheiden über seine Heimat, die sich in der Tradition des keltischen Erbes neu definieren und positionieren sollte.
Hingegen schlagen die Werke, die kurz vor seinem Tod entstanden, sanftere Töne an; ihnen fehlt jegliche Polemik.

## Werkverzeichnis

### Deutsche Übersetzungen
- Angst und Zauber. Übersetzt von Holger Naujokat. Conte Verlag 2005, ISBN 978-3-936950-26-7 (Originaltitel: Cantiques à Mélilla)
- Das Fest der Nacht. Übersetzt von Holger Naujokat. Conte Verlag 2008, ISBN 978-3-936950-61-8 (Originaltitel: La fête de nuit)
- Das Unbekannte verschlingt mich. Übersetzt von Holger Naujokat. Conte Verlag 2018, ISBN 978-3-95602-153-4 (Originaltitel: L'inconnu me dévore)

### Originaltexte (Auswahl)
- James Dean et notre jeunesse. Paris, Les Éditions du Cerf, 1958.
- François Mauriac, journaliste. Paris, Les Éditions du Cerf, 1960.
- La génération du djebel. Paris, Les Éditions du Cerf, 1962.
- Africa blues. Paris, Calmann-Lévy, 1962.
- Cantiques à Mélilla. Paris, Calmann-Lévy, 1964.
- Le rituel breton. Sarcelles, Le Ponant, 1965.
- Barde imaginé. Éditions Kelenn, 1968.
- Keltia Blues. Éditions Kelenn, 1971.
- Glenmor. Seghers, 1972.
- La fête de nuit. Éditions Kelenn, 1972.
- La Sônes des pluies et des tombes. Éditions Kelenn, 1976.
- Le Cheval couché. Paris, Hachette, 1977.
- Rires et pleurs de l'Aven. Éditions Kelenn, 1978.
- Stèle pour Lamennais. Paris, Hallier, 1978.
- Solo et autres poèmes. Éditions Calligrammes, 1981.
- Genèse et derniers poèmes. Éditions Calligrammes, 1982.
- L'inconnu me dévore. Éditions Calligrammes, 1984.
- Les billets d'Olivier. Paris, Les Éditions du Cerf "La Vie", 1985.
- Chroniques de l'Indien I et II. Éditions Calligrammes, 1995 und 1996.
- Mémoires de ronces et de galets, 2002. Éditions An Here, 2002.
- Au nom du père. Erschienen in La Vie. Éditions An Here, 2003.